# SC Cambuur
Sportclub Cambuur-Leeuwarden – holenderski klub piłkarski mający siedzibę w mieście Leeuwarden, obecnie grający w Eerste divisie. Domowe mecze klub rozgrywa na stadionie Cambuur Stadion, który może pomieścić 10 tysięcy widzów. W sezonie 2012/13 drużyna wygrała rozgrywki Eerste Divisie i awansowała do Eredivisie.

## Trenerzy od lat 80.
- Nol de Ruiter (1976-1980)
- Henk de Jonge (1980-1983)
- Theo Verlangen (1983-1985)
- Fritz Korbach (1985-1988)
- Sandor Popovic (1988-1990)
- Rob Baan (1990-1992)
- Theo de Jong (1992-1993)
- Fritz Korbach (1993-1995)
- Han Berger (1995-1998)
- Gert Kruys (1998-2002)
- Rob McDonald (2002-2003)
- Dick de Boer (2003-2004)
- Jan Schulting (2005)
- Roy Wesseling (2005-2007)
- Gerrie Schouwenaar (2007)
- Jurrie Koolhof (2007-2008)
- Stanley Menzo (2008-2010)
- Alfons Arzt (2010-2013)
- Henk de Jong (2013) (tymczasowo)
- Dwight Lodeweges (2013-)